# 慈寧皇后
慈寧皇后朱氏（？—？），明夏追封君主夏昭順帝明如海妻。
朱氏事跡不詳，只知她嫁與夏昭順帝及生夏宣武帝明学文。天統元年（1363年），明玉珍稱帝，追上朱氏諡號為慈寧皇后。